# Гідрогеологія Албанії

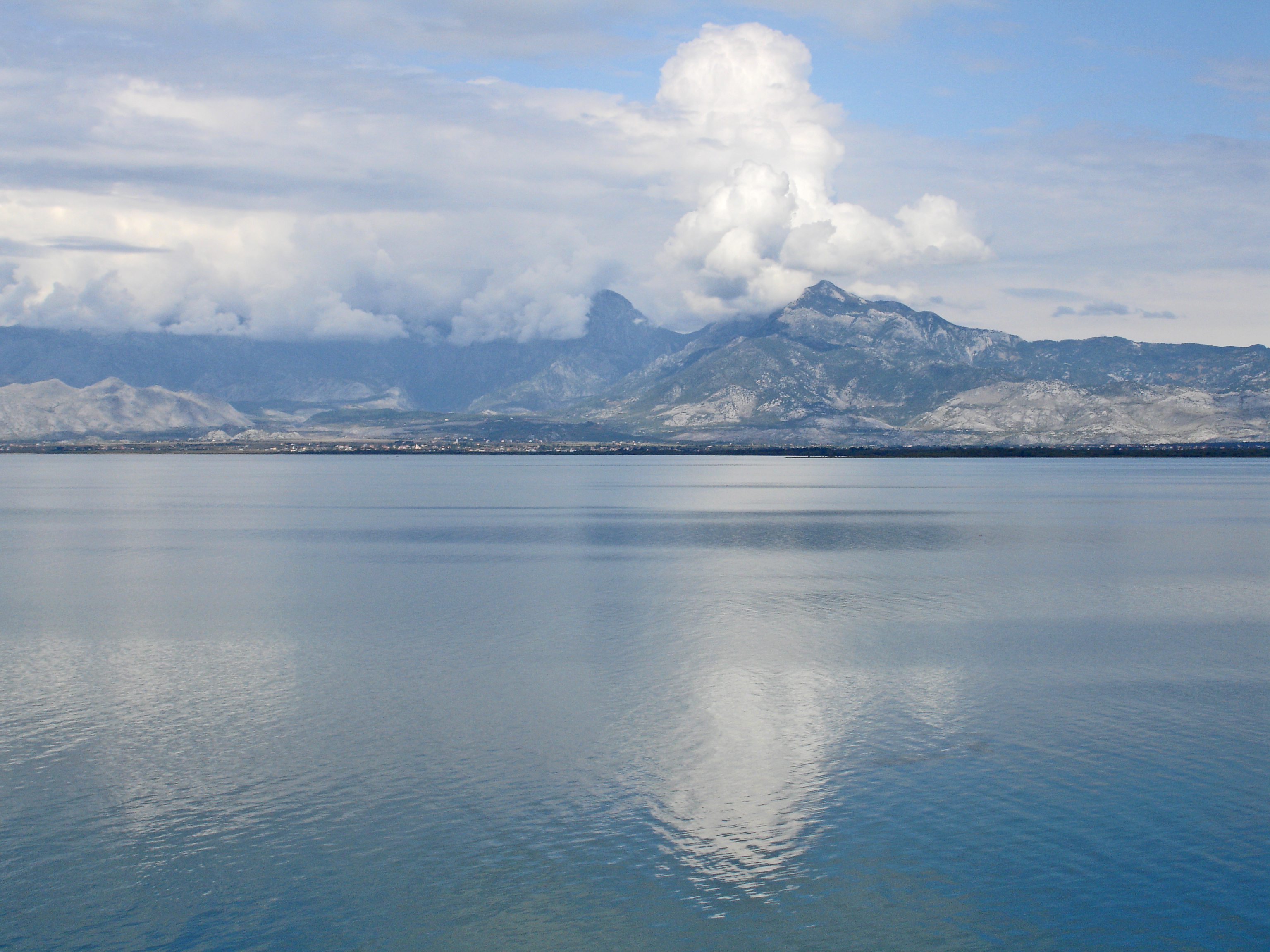
Озеро Шкодер — у Албанії та Чорногорії.

Албанія має 11 основних річок, 152 приток і великих рукавів. Їхній середньорічний стік — 1.308 м³/с, модуль стоку — 30 м³/с на км². Є 4 великих озера і понад 600 водосховищ загальною площею 1.032 км². 200 джерел кожне з дебетом близько 200 л/с.
Річки Албанії несудноплавні, використовуються для зрошення і вироблення гідроенергії (особливо Дрин, Семані, Шкумбіні). Албанія частково належать великі озера: Шкодер, Охридське, Преспа.
Типово карстові області з підземними озерами і джерелами перемежаються із зонами артезіанських напірних вод.
Відомі мінеральні джерела, на базі яких створені курорти: Пешкопія, Ліджі, Гліна, інші.